# Per B. Persson
Per Bertil Persson, född 18 oktober 1929 i Göteborg, död 27 juni 2007 i Saltsjöbaden, var en svensk arkitekt.
Persson, som var son till arkitekt Daniel Persson och Karin Olsson, avlade studentexamen i Göteborg 1948 samt utexaminerades från Chalmers tekniska högskola 1953 och från Kungliga Konsthögskolan 1962. Han var förste assistent vid Chalmers tekniska högskola 1953–1955, anställd på olika arkitektkontor 1955–1959 och bedrev därefter egen arkitektverksamhet. Han ritade bland annat skolor i Falkenberg och Göteborg samt restaurerade Karlbergs slott, Nya Älvsborg och Svea ingenjörkår (Ing 1) i Almnäs.